# OldVersion.com
OldVersion.com е уебсайт, онлайн архив за стари версии на популярни компютърни програми, датирани от 1990-те години. Порталът за стара версия е предназначен за потребители, които не могат да надстроят старите си компютри, така че да могат да използват подходящ софтуер, разработен в предишни години. Уебсайтът е основан през 2001 г. от Александър Левайн и Игор Долгалев.
OldVersion.com съдържа стари версии на около 700 програми, драйвери, игри за операционните системи – Windows, Mac OS X и Linux. Програмите имат голям брой версии, пуснати в различно време. Следователно има възможност да се изтегля определена версия на приложението на съответния компютър.